# Станец
Станец (болг. Станец) — село в Болгарии. Находится в Тырговиштской области, входит в общину Омуртаг. Население составляет 253 человека (2022).

## Политическая ситуация
В местном кметстве Станец, в состав которого входит Станец, должность кмета (старосты) исполняет Неждет Мехмедов Халилов (Движение за права и свободы (ДПС)) по результатам выборов правления кметства.
Кмет (мэр) общины Омуртаг — Неждет Джевдет Шабан Движение за права и свободы (ДПС)) по результатам выборов в правление общины.